# Monument Circular de Cartago
El Monument Circular de Cartago és un monument en ruïnes de la moderna ciutat de Carthage, construït a la ciutat romana de Cartago en el segle iv, probablement d'inspiració cristiana (els experts el consideren de vocació martiriològica). Està format per dues corones dodecagonals concèntriques formades per dotze pilars amb una cúpula de 8,40 metres de diàmetre, ocupant una part de la zona delimitada per la part oriental del Kardo (II i III) i la part nord de Decumanus (III i IV). Va caure en desús amb la invasió dels vàndals però els romans d'Orient el van restaurar al segle següent.